# Cerutti Mastodon
Cerutti Mastodon es un yacimiento paleontológico y posiblemente arqueológico, localizado en el condado de San Diego, California, descubierto por Richard Cerutti en 1992, cuando una excavadora de la construcción de la Ruta Estatal de California 54 dejó ver varios huesos, cerca de Reno Drive.

## Fósiles
Un equipo encabezado por Thomas Deméré terminó la excavación del yacimiento en 1993. Fueron encontrados huesos de un macho juvenil de mastodonte (Mammut americanum) que incluyen 2 colmillos, 3 molares, 4 vértebras, 16 costillas, 2 cabezas de fémur, 2 huesos de falange, 2 sesamoideos y otros 300 fragmentos óseos. Además se hallaron restos de caballo, lobo gigante, un camélido, mamut y perezoso. También se recuperaron junto a los restos del mastodonte, cinco guijarros de piedra con marcas de uso e impacto, que evidencian que fueron usados como martillos y yunques.

## Yacimiento arqueológico
En 2017, los investigadores anunciaron que se realizó una datación uranio-torio de los huesos rotos de mastodonte hallados en este sitio,por la cual se estima que provienen de una fecha de alrededor de 130.700 (± 9.400) años atrás. La disposición en que se encontraron los huesos y los dientes en el yacimiento sugiere que estos se rompieron en este mismo lugar. Se confirmó que varios fragmentos óseos y piezas dentales muestran signos de haber sido golpeados con objetos duros, como los 5 grandes martillos y yunques encontrados al lado, cuyas marcas de impacto, uso y desgaste no son atribuibles a procesos geológicos. Se concluyó entonces que una especie de Homo podría haber estado presente en Norteamérica hace ya 130.000 años.